# Mordellistena tarsalis
Mordellistena tarsalis är en skalbaggsart som beskrevs av Smith 1883. Mordellistena tarsalis ingår i släktet Mordellistena och familjen tornbaggar. Inga underarter finns listade i Catalogue of Life.